# ويلسون بيثيل
ويلسون بيثيل (بالإنجليزية: Wilson Bethel)‏ مواليد 24 فبراير 1984 في نيوهامبشير، الولايات المتحدة، هو ممثل ومنتج أمريكي بدأ مسيرته الفنية عام 2004.

## الأعمال
- ذا أو سي
- إن سي آي إس
- خطيئة متأصلة
- نزل بيتس

## وصلات خارجية
- ويلسون بيثيل على موقع IMDb (الإنجليزية)
- ويلسون بيثيل على موقع ألو سيني (الفرنسية)
- ويلسون بيثيل على موقع أول موفي (الإنجليزية)
- ويلسون بيثيل على موقع قاعدة بيانات الفيلم (الإنجليزية)
- ويلسون بيثيل على موقع كينوبويسك (الروسية)